# Sabulodes subclararia
Sabulodes subclararia là một loài bướm đêm trong họ Geometridae.